# Jenifer Brening
Jennifert Brening, född 15 december 1996 i Berlin, är en tysk sångerska. Hon representerade San Marino i Eurovision Song Contest 2018 med låten "Who We Are" tillsammans med Jessika Muscat.